# Alter schützt vor Liebe nicht (1950)
Alter schützt vor Liebe nicht ist eine US-amerikanische Filmkomödie aus dem Jahr 1950.

## Handlung
Der Architekt Hal Norton kehrt nach Hause zurück. Er ist mit Geschenken für die Familie beladen, weil er seine Berufung zum Vizepräsidenten seiner Firma feiern will. Seine Frau Meg, sein Sohn Chris und seine Tochter Cathy begrüßen ihn jedoch voller Trübsinn. Meg erzählt ihm, dass Hals Mutter Louisa, die ebenfalls im Haus lebt, der Grund für die schlechte Stimmung sei. Vor Hals Rückkehr hat sie den Lebensmittelhändler mit einer Beanstandung befremdet. Hal schlägt seiner Mutter vor, sie irgendwo anders an einem schönen Ort unterzubringen.
Am nächsten Morgen will die verletzte Louisa zu einem Treffen in einer Pflegestation gehen. Auf dem Weg dorthin entschuldigt sie sich bei Henry Hammond, dem Händler. Die beiden unterhalten sich und bestätigen einander, dass das Alter beschwerlich sei. Louisa und Henry beginnen eine heimliche Romanze. Eines Abends sieht Cathy die beiden in einem Kino und eilt nach Hause, um es der Familie zu erzählen. Hal ist geschockt und wartet auf seine Mutter, die ihm gesteht, dass Henry ihr einen Heiratsantrag gemacht habe.
Hal ist so verstört, dass seine Arbeit darunter leidet. Sein Vorgesetzter Abel Burnside schickt ihn früher nach Hause. An diesem Abend kommt Henry zum Abendessen zu den Nortons. Henry ist charmant und kommt mit allen zurecht, auch mit Cathys Freund Jimmy Blake. Nur Hal ist skeptisch. Am Tisch wiederholt Henry seinen Antrag, doch bevor Louisa antworten kann, erscheint Burnside mit der Nachricht, dass Hals Projekt sofort gestrichen werde. Burnside ist sofort von Louisa beeindruckt, die mit ihm ein wenig flirtet. Der eifersüchtige Henry verlässt das Haus. Das restliche Wochenende wird Louisa von Burnside umworben, doch sie denkt immerzu an Henry. Bei einer Tanzveranstaltung gewinnen Louisa und Burnside einen Tanzwettbewerb. Als Burnside Henry bei einem Ringkampf besiegt, eilt Louisa zu Henry nach Hause, während Burnside zurück in die Stadt fährt.
Am folgenden Montag konfrontiert Burnside Hal mit einem Bericht über Henry, der ihn der Bigamie bezichtigt. Louisa will dem Bericht keinen Glauben schenken. Hal will nicht, dass sie Henry wiedersieht, doch Louisa läuft davon. Hal benachrichtigt die Polizei. Burnside besucht später die Nortons, als Jimmy Blake berichtet, er habe eine Frau in einem Fenster von Henrys Wohnung gesehen. Alle eilen zu der Wohnung, wo sich herausstellt, dass Louisa tatsächlich dort ist. Henry erklärt, dass alle vier Frauen, mit denen er angeblich verheiratet ist, dieselbe Person seien. Er und seine erste Frau liebten sich so innig, dass sie beschlossen, alle zehn Jahre neu zu heiraten, bis sie verstarb. Nun ist auch Hal davon überzeugt, dass Louisa den richtigen Mann gefunden habe. Alle ihre Freunde und die Familie sind Zeuge der Hochzeit zwischen Henry und Louisa.

## Kritik
Das Lexikon des internationalen Films sieht den Film als eine „belanglose Komödie.“

## Auszeichnungen
1951 wurde das Sound Department von Universal Pictures in der Kategorie Bester Ton für den Oscar nominiert.
Eine weitere Nominierung gab es für Spring Byington für den Golden Globe in der Kategorie Beste Hauptdarstellerin in einer Komödie.

## Hintergrund
Die Uraufführung fand am 31. Mai 1950 statt. In Deutschland war der Film erstmals am 4. März 1984 im Rahmen einer TV-Premiere der ARD zu sehen.
Der Film war das Debüt für Piper Laurie.